# Bromberger Kreisbahn
| Bromberger Kreisbahn                                                         | Bromberger Kreisbahn |
| ---------------------------------------------------------------------------- | -------------------- |
| Werkfoto der Vulkan 'q'-Lokomotive 1428/1894 als 1° der Bromberger Kreisbahn |                      |
| Spurweite:                                                                   | 600 mm (Schmalspur)  |
|                                                                              |                      |

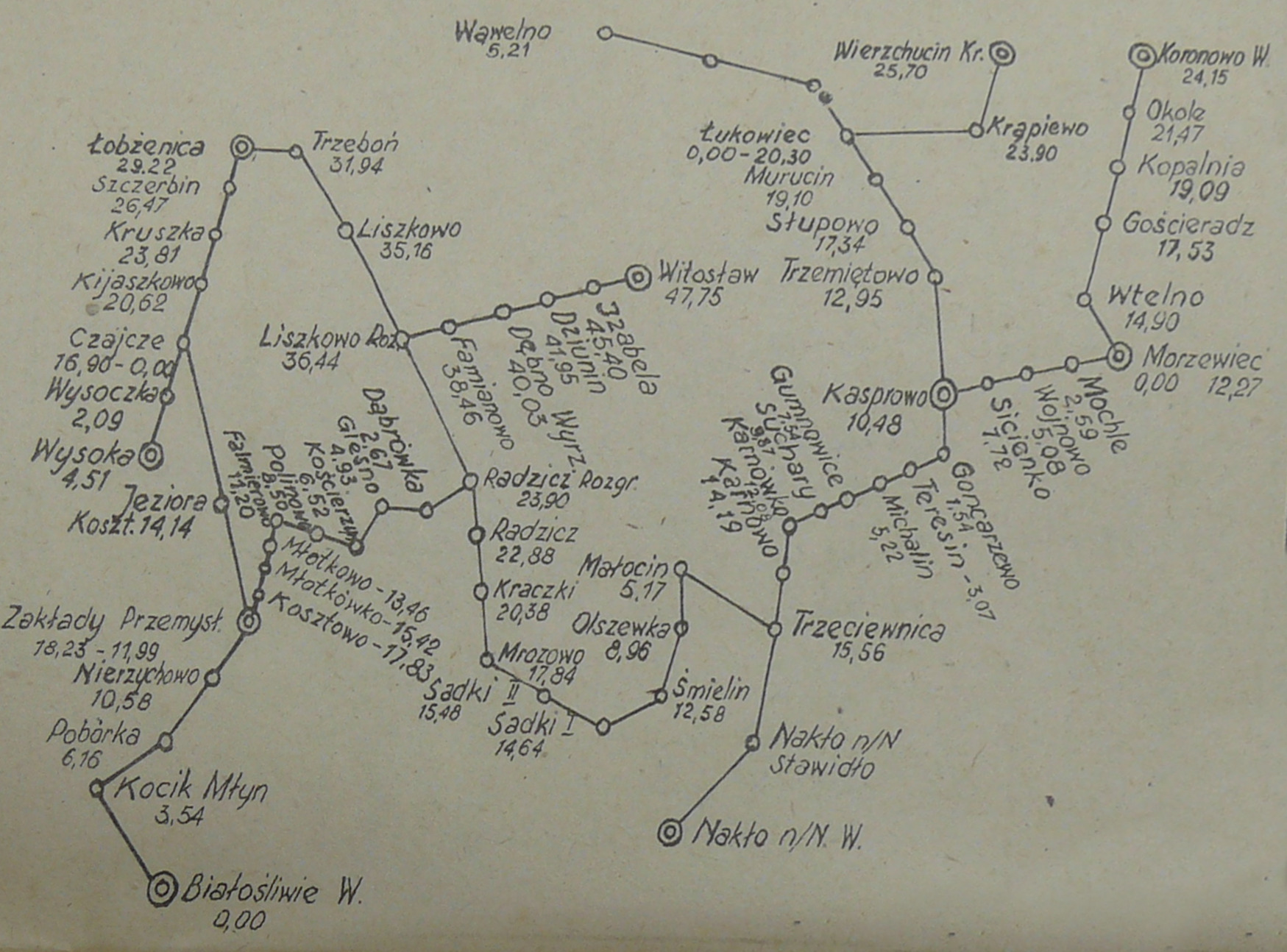
Netzkarte (handschriftlich, 2013) der vereinigten Wirsitz-Bromberger Kreisbahn, rechts Rest der Bromberger Kreisbahn

Die Bromberger Kreisbahn (polnisch: Bydgoskie Koleje Powiatowe) war ein Schmalspurbahnnetz um Bromberg mit einer Spurweite von 600 mm.

## Geschichte
Im ehemaligen Landkreis Bromberg, der bis 1920 zur preußischen Provinz Posen gehörte, entstand in den letzten Jahren des 19. Jahrhunderts ein über einhundert Kilometer umfassendes Kleinbahnnetz. Erbaut und betrieben wurde es von der Ostdeutschen Kleinbahn-AG, ab 1899 Ostdeutschen Eisenbahn-Gesellschaft, die ihren Sitz bis 1903 in Bromberg hatte.
Die 24,5 Kilometer lange Stammstrecke nahm ab 18. Mai 1895 ihren Anfang im Bahnhof Bromberger-Schleusenau (später Kreisbahnhof), den man vom Stadtzentrum mit der Straßenbahn erreichen konnte, und führte in nördlicher Richtung weitgehend der Brahe folgend über Mühltal–Marthashausen–Goscieradz nach der Kleinstadt Crone mit 5.300 Einwohnern. Hier bestand ab 1909 Anschluss an die Staatsbahnstrecke nach Tuchel über Prust-Bagnitz.
In Marthashausen zweigte gleichzeitig eine Strecke nach Westen ab, die in Kasprowo nach Norden abbog und über Haltenau und Bachwitz den Endpunkt Wierzchucin (km 26,2 km) erreichte. Ein Teil der Züge bediente als Stichfahrt von Bachwitz aus zusätzlich die 5,3 Kilometer entfernte Station Lindenwald.
Von Kasprowo führte ab 20. Juli 1895 eine weitere Strecke 7,3 Kilometer in westlicher Richtung nach Gumnowitz. Dort bestand Anschluss nach Nakel an das Netz der Wirsitzer Kreisbahn. Außerdem wurde eine Querverbindung von Goscieradz über Wittelsdorf nach Haltenau (14,4 km) hergestellt.
Eine weitere Strecke  wurde von Maxtal an der Staatsbahnstrecke Bromberg–Dirschau nach Koselitz (Kozielec) an der Weichsel (18,2 km) eröffnet; bis Gondes war sie schon ab 12. Mai 1895 in Betrieb, der Rest ab 20. September 1897. Die 8,5 Kilometer lange Verbindung zwischen Maxtal und der Station Mühltal an der „Stammstrecke“ wurde erst ab 29. April 1907 befahren.
Im Sommer 1914 wurde die Strecke Bromberg–Crone werktags dreimal und sonntags viermal befahren, alle übrigen Abschnitte nur ein- bis zweimal am Tage. Außerdem gab es mehrere kurze Stichbahnen zu Landgütern, die nicht dem Personenverkehr dienten. Erwähnenswert sind die von der Strecke Kasprowo–Gumnowitz abgehenden Zweigbahnen Michalin–Mariensee (2,5 km; eröffnet am 10. September 1907) und Teresin–Samsetschno (2 km).
Die Gesamtlänge des Netzes wird in der Statistik für 1902 mit 90 Kilometern angegeben und für 1908 mit 106,35 Kilometern.
Eigentümer der Kleinbahn war zunächst der Landkreis Bromberg, seit 1920 Powiat Bydgoski, ab 1959 die polnische Staatsbahn PKP. Der Abschnitt Bachwitz–Lindenwald wurde anfangs von einer eigenen Kleinbahngesellschaft der Lenz-Gruppe betrieben.
Bereits während des Ersten Weltkriegs wurde die Verbindung Mühltal Dorf–Maxtal der Gesamtstrecke bis Koselitz aufgegeben, weil die Brücke über die Brahe (Brda) zerstört worden war und nicht wiederhergestellt wurde.
Im Zweiten Weltkrieg, also nach der Annexion des Gebiets durch das Deutsche Reich, folgte  1940  der Teil Mühltal Abzw.–Mühltal Dorf und 1944 Maxtal–Koselitz.
Ab 1948 wurde die Bydgoszczer (Bromberger) Strecke auch organisatorisch mit den ebenfalls 600 mm-spurigen Wyrzyskie Koleje Powiatowe (bis 1920 Wirsitzer Kreisbahn) zusammengefasst, zu denen Anschluss in Gumnowice (Gumnowitz) bestand. Es entstanden die Bydgosko-Wyrzyskie Koleje Dojazdowe. 1969 wurde die Teilstrecke von Bydgoszcz nach Morzewiec (Marthashausen) stillgelegt, 1990 auf der verbliebenen Strecke der gesamte Personenverkehr eingestellt, außerdem der Abschnitt Wtelno–Koronowo aufgegeben.

## Beförderungsleistung
Auf der Strecke wurden 1936 208.900 Personen transportiert, bis 1955 stieg diese Zahl auf 1,474 Millionen. Im Güterverkehr waren es 1905 101.129 Tonnen Fracht, 1936 nur noch 77.400 Tonnen.

## Besonderheiten
Neben den Triebwagen kamen vier- und fünfachsige Dampflokomotiven zum Einsatz, darunter mehrere mit Drehgestellen, Bauart Mallet. 1932–1934 erwarb die Bahn mehrere Einrichtungstriebwagen.
Zu den Besonderheiten der Streckenführung gehörte der in Maksymilianowo (Maxtal) heute noch vorhandene Bahndamm als Spiralrampe, auf dem die Kleinbahn den Höhenunterschied von der Hauptbahn zur darüberführenden kombinierten Straßenbrücke bewältigte.
Die Bahnhöfe Morzewiec und Kasprowo (Kaspershof) waren als Dreiecksbahnhof angelegt, mittels eines Gleisdreiecks wurden die Strecken angebunden: Hier begegneten sich zweimal am Tag Züge aus allen Richtungen, die auch in verschiedene Richtungen weiterfuhren.
In Koronowo war eine Werkstatt mit vier Gleisen und einer innenliegenden Schiebebühne gebaut worden, die bis 1990 benutzt wurde.
Zwischen Bromberg und Crone an der Brahe verkehrten im Sommer 1943 zwei Schnelltriebwagenzüge, die knapp über eine Stunde benötigten. Mit den drei vorhandenen Triebwagen wurden auch Boote transportiert.